# Flygolyckan i Kvevlax 1961

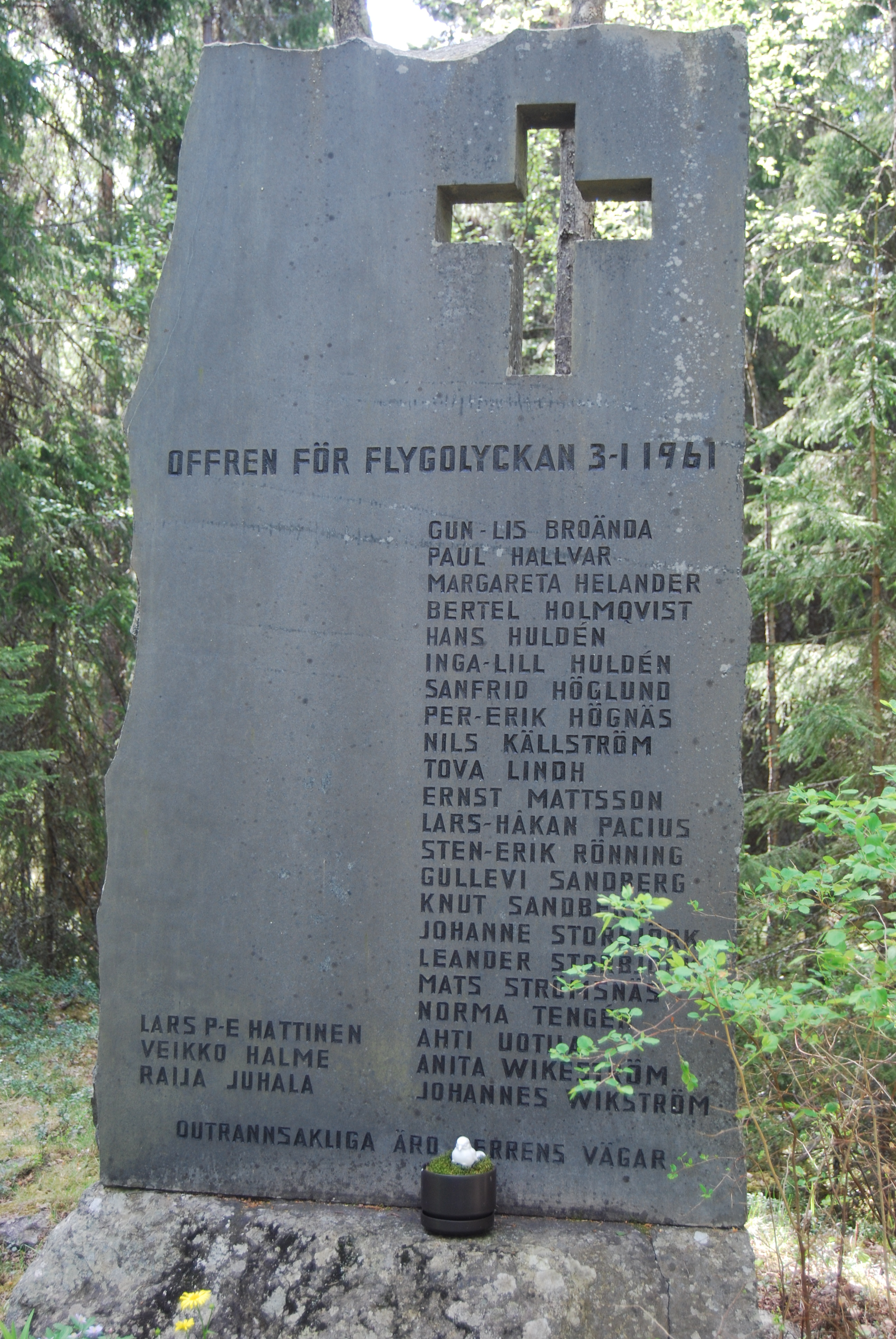
Minnesmärke över de omkomna vid olycksplatsen.

Flygolyckan i Kvevlax 1961 inträffade 3 januari när Aero Ab:s (numera Finnair) inrikes linjeflyg AY311 med plantypen DC-3 från Kronoby till Vasa störtade i Kvevlax 10,5 kilometer före Vasa flygplats och alla 25 personer ombord omkom. Den viktigaste orsaken till Finlands värsta flygolycka var att båda piloterna konsumerat för mycket alkohol kvällen före flygningen.

## Undersökningsrapporten
Citat ur undersökningsrapporten: 
"Den sannolika orsaken till olyckan var ett pilotfel under flygning i mörker på låg höjd. Under en vänstersväng har planet överstegrats och förlorat manövrerbarheten och hamnat i begynnande spinn. Trots att man höjde motoreffekten i slutskedet kunde inte styrfelet korrigeras och planet störtade. En bidragande faktor till olyckan har tydligen varit, att planets kapten intagit alkoholdrycker och vakat föregående kväll och natt och därför inte var i det skick som krävs av en pilot. Av samma orsak hade inte heller planets flygstyrman fått ge sig iväg på ifrågavarande flyg."

### Internet
- Officiell undersökningsrapport (finska) av Centralen för undersökning av olyckor